# Copelatus pumilus
Copelatus pumilus är en skalbaggsart som beskrevs av Régimbart 1895. Copelatus pumilus ingår i släktet Copelatus och familjen dykare. Inga underarter finns listade i Catalogue of Life.